# Felix Kubin
Felix Kubin, eigentlich Felix Knoth (* 1969 in Hamburg) ist ein deutscher Musiker, Komponist und Hörspielmacher. Er betreibt das Schallplattenlabel Gagarin Records.

## Leben
Felix Kubin begann seine Musikkarriere im Alter von acht Jahren an Klavier und elektronischer Orgel.
Von 1992 bis 1996 studierte er Zeichnen, Klanginstallation, Video und Animationsfilm an der Hochschule für Angewandte Wissenschaften Hamburg, Fachbereich Gestaltung. 1995 war er für ein einjähriges DAAD-Auslandsstudium im Media Art Department der Kunsthochschule AKI in Enschede, Niederlande.
1981, als Zwölfjähriger, nahm er bereits seine ersten eigenen Stücke mit Synthesizer, elektronischer Orgel, Stimme und Drumcomputer auf. Zwei Jahre später kam einer der ersten 4-Spur-Kassettenrekorder dazu. Ab 1983 trat er zusammen mit Stefan Mohr unter dem Namen „Die Egozentrischen 2“ live auf. Dabei wurde er schon früh vom Hamburger Labelbetreiber Alfred Hilsberg (ZickZack Records) entdeckt, der ihm diverse Auftritte vermittelte, beispielsweise 1984 in der Hamburger Markthalle beim Festival „In der Hitze der Nacht“. Einige Homerecording-Aufnahmen aus dieser Zeit wurden u. a. auf der Kompilation „The Tetchy Teenage Tapes of Felix Kubin 1981–1985“ dokumentiert.
In den 1990er-Jahren begann Kubin mit Musik aus Geräuschen zu experimentieren und veröffentlichte mehrere Alben mit seiner Band „Klangkrieg“. Von 1992 bis 1994 war er Mitglied der dada-kommunistischen Singegruppe „Liedertafel Margot Honecker“. Zeitgleich mit der Gründung seines Plattenlabels Gagarin Records 1998 wandte er sich wieder dem Avantgarde-Pop zu. In den darauf folgenden Jahren erweiterte er sein künstlerisches Spektrum durch Lecture Performances, die Entwicklung neuer Radioformate und zeitgenössische Kompositionen für Kammerorchester und Elektronik.
Neben zahlreichen Tonträgerveröffentlichungen, Workshops und Vorträgen im In- und Ausland schrieb Felix Kubin Musik für Filme und Theaterproduktionen. Darüber hinaus spielte er auf über 100 internationalen Musik- und Medienkunstfestivals, darunter Sónar, Mutek, Incubate, Wien Modern, Ars Electronica, und in diversen Museen wie MoMA PS1, New Museum of Contemporary Art, La Casa Encendida und Galerie nationale du Jeu de Paume.
2010 wurde sein Live-Konzert „Echohaus“ für sechs Räume, Kopfhörerensemble und Elektronik in Zusammenarbeit mit dem „ensemble Intégrales“ beim MaerzMusik-Festival in Berlin uraufgeführt. 2013 und 2015 folgten die Auftragskompositionen „Chromdioxidgedächtnis“ und „Takt der Arbeit“ für die Reihe NDR das neue werk. 2016 hatte Kubins 70-minütiges Orchesterstück „Falling still“ für Knabenchor, Streicherensemble, Elektronik und Schlagwerk beim 2. Internationalen Musikfest Hamburg Premiere. Im gleichen Jahr schrieb er Musik für ein Orchester bestehend aus 20 Korg MS-20 Synthesizern. Die Komposition wurde von Studenten der LUCA School of Arts unter dem Titel „A Choir of Wires“ im Vooruit in Gent aufgeführt. 2019 gründete er mit dem polnischen Schlagzeuger Hubert Zemler das Sequenzermusik-Duo CEL. Zeitgleich begann auch eine Zusammenarbeit mit dem Hamburger Ensemble Resonanz, für das er die Stücke „Lunar Plexus“ und „Telephobie“ schrieb.
Die französische Filmkünstlerin Marie Losier porträtierte Felix Kubin in dem preisgekrönten Film „Felix in Wonderland“, der 2019 beim Locarno Film Festival Premiere hatte.

## Musikrichtung
In Felix Kubins Musik lassen sich Einflüsse der Neuen Deutschen Welle (NDW), der zeitgenössischen Klassik und Filmmusik des 20. Jahrhunderts erkennen. Häufig setzt er analoge Synthesizer ein. Eine deutliche Nähe zur Neuen Deutschen Welle zeigt sich auch in seinen surrealistischen deutschen Texten, die wild, poetisch und bedeutungsoffen sind.
Um aktiv an der Entwicklung der frühen NDW mitzuwirken, war Kubin jedoch zu jung.

## Hörspiele
Seit 2001 produziert Felix Kubin Radiobeiträge zwischen Hörspiel und Feature. Sie lassen sich in drei Kategorien einteilen:
- Hörspiele, die Dokumentaraufnahmen mit Studioaufnahmen in einem fiktionalen Rahmen verdichten und damit über das klassische Feature hinausgehen. (Paralektronoia, Wiederhole 1-8, Syndikat für Gegenlärm, Mother in the fridge)
- Dramatische Hörspiele (Auswahl)
  - Orpheus' Psykotron. Nach Dino Buzzati. Mit Lars Rudolph, Traugott Buhre, Marlen Diekhoff, Leéna Fahje u. a. Musikaufnahmen: Ensemble Intégrales, Komposition: Felix Kubin/Burkhard Friedrich, Realisation: Felix Kubin, Produktion: BR Hörspiel und Medienkunst 2006.
  - Orphée Mécanique. Inhalt: Orpheus, Sohn eines Erfinders und einer Sängerin, wird von der versprengten Jugend für seine exzentrischen Konzerte gefeiert. Sein Instrument, das Psykotron, kann Gedankenströme unmittelbar in elektronische Signale aus Musik, Geräuschen und Sprache verwandeln. Hörspiel mit Lars Rudolph, Gerhard Garbers, Yvon Jansen, Charlotte Crome, Traugott Buhre, Marlen Diekhoff. Chor: Yvon Jansen, Leéna Fahje, Nikola Duric. Orchester: ensemble Intégrales. Komposition und Realisation: Felix Kubin. Produktion: BR Hörspiel und Medienkunst 2006/2012. Als Podcast/Download im BR Hörspiel Pool.[4]
- Klangkunst (Nachtspeicher, Territerrortorium, Säugling Duschkopf Damenschritte, Phantomspeisung)

So erscheint zum Beispiel die Radiooper Wiederhole 1-8 wie eine „Bedienungsanleitung der technisierten Welt“, in der Anweisungen vom Aufbau eines Schrankes über die Benutzung eines Telefonhörers bis zu Autosuggestionskassetten eine Idee davon vermitteln, wie schlecht Sprache tatsächlich als Kommunikationsinstrument funktioniert.

## Film- und Theatermusik
Im Theater arbeitete Kubin in den vergangenen Jahren unter anderen mit Künstlern wie Christoph Schlingensief („Atta Atta“, Volksbühne Berlin, 2003), Mariola Brillowska („House of National Dog“, Kampnagel Hamburg, 2007), Schorsch Kamerun („Hollywood Elegien“, Ruhrtriennale Essen, 2002) und Branco Simic („Zufall“, Kampnagel Hamburg, 2003).
Er komponierte Filmmusik für Trickfilme von Mariola Brillowska, Anke Feuchtenberger und Martha Colburn. Zudem schrieb er Drehbücher für „Propagandafilme“ der dada-kommunistischen Kunstpartei KED (Kommunistische Einheitspartei Deutschlands) und produzierte eigene Kurzfilme, die auf internationalen Festivals und im ausländischen Fernsehen liefen. Im Jahr 2023 vertonte er zwei Kurzfilme für die ARTE-Serie "Female Comedies".
2007 hatte sein Performance Stück über Bedienungsanleitungen „Ich will aufwärts ich will abwärts“ im Tanzquartier Wien Premiere.

## Preise
- 2004: Honorary Mention für die CD Matki Wandalki beim Prix Ars Electronica, Digital Musics category
- 2006: Best electronic live act beim 2. Qwartz Electronic Music Awards, Paris[9]
- 2010: 1. MuVi-Preis bei den Internationalen Kurzfilmtagen Oberhausen 2010 für das Musikvideo „Lightning Strikes“
- 2011: Prix Phonurgia Nova für Säugling, Duschkopf, Damenschritte, Arles, 2011
- 2012: Hörspiel des Jahres für das Hörspield des Monats März Orphée Mécanique (BR)
- 2014: Deutscher Hörbuchpreis für Orphée Mécanique
- 2015: Das kurze brennende Mikro beim Berliner Hörspielfestival für Frau Ausweis
- 2018: ARD-Online-Award für Die Maschine steht stil nach einer Erzählung von Edward Morgan Forster (NDR)

## Diskografie
- Antarktis Slow Rock – 7" (1998; Meeuw Muzak)
- Filmmusik – LP/CD (1998; Gagarin Records, A-Musik)
- Die Pein vom Haupt entfernen – LP/zootrope object (1999; Rund um den Watzmann)
- Jane B. ertrinkt mit den Pferden – 10" (2000; Diskono)
- Tesla's Aquarium (mit Pia Burnette) – LP (2000; Storage)
- Schnitzler – 7" (2000; pop'eclectic)
- Ipsomat Legrand (mit Günther Reznicek, Mark Mancha) – 10" (2001; Disaster Area)
- Jetlag Disco – EP/3"CD (2001; A-Musik)
- Superlake Beat (mit Aavikko) – 7" (2001; Diskono)
- The Tetchy Teenage Tapes of Felix Kubin 1981–1985 – LP/CD (2002; A-Musik, Skipp)
- I hate art galleries (mit Mark Boombastik) – 7" (2003; Meeuw Muzak)
- Die kulturelle Revolution – 7" (2003; A-Musik)
- Matki Wandalki – LP/CD (2004; A-Musik)
- Der Aufstand der Chemiker (die Egozentrischen 2) – LP (2004; Was soll das? Schallplatten)
- Idiotenmusik – 7" (2005; Ultraeczema)
- Territerrortorium (mit Wojtek Kucharczyk) – 7" (2005; Gagarin Rec. + Mik.Musik)
- Anaerobic Robots (mit Mark Boombastik, Jake Basker) – EP (2005; Gagarin Records)
- Atoma Exi Mono, compilation – CD (2006; Solnze)
- There is a garden (mit Coolhaven) – 7" (2006; A-Musik)
- Suppe für die Nacht (mit Coolhaven) – CD (2006; Kormplastics)
- House of National Dog (mit Mariola Brillowska) – CD (2007; A-Musik)
- Detached from all objects (mit Pia Burnette) – LP/CD (2007; Gagarin Records + Stora)
- The Pataphysical Tape Club (Split-LP mit IFCO) – LP/art mag. (2007; BIGMAG#2)
- Axolotl Lullabies – CD/LP (2007; Oral)
- Felix Kubin & das Mineralorchester: music for theatre and radio play – CD/LP (2008; Dekorder)
- Die Inhaberin des Chlorophyllmandats überwacht den Ausgleich von Licht und Schatten – Audiokassette (2008; ALKU)
- Felix Kubin, compilation – CD (2009; Nuevos Ricos)
- Bruder Luzifer 1982–2010, compilation – CD (2010; The Omni Recording Corporation)
- Echohaus (mit ensemble Intégrales) – 2LP/CD (2010; Dekorder)
- Fog Frog (mit Max Goldt, Mark Boombastik) – 7" (2011; Meeuw Muzak)
- TXRF – 2LP/CD (2012; it's)
- Teenage Tapes – LP/DL (2012; Minimal Wave)
- Orphée Mécanique – CD (2012; Intermedium Records / Belville)
- Zemsta Plutona – LP/CD/DL (2013; Gagarin Records, ZickZack)
- Bakterien & Batterien (mit Mitch & Mitch) – LP/CD (2013; Gagarin Records, Lado ABC)
- Disco 2100 / Antarktis Slow Rock / Hotel Super Nova (mit Mitch & Mitch) – 12" EP (2014; Gagarin Records, Lado ABC)
- Chromdioxidgedächtnis – CD+MC (2014; Gagarin Records)
- 1:17 (mit Scott Haggart, Lary 7) – LP (2014; Gagarin Records)
- Taucher – 12" Maxi (2015; it's)
- Felix Kubin & das Mineralorchester II: Music for Film and Theatre – LP/DD (2016; Dekorder)
- Shine on you crazy diagram (Split-LP mit Splitter Orchester) – LP/DD (2016; Gagarin Records)
- Coughs and Sneezes – 8" Picture Disc (2016; Hasenbart)
- Takt der Arbeit (mit Miłosz Pękala, Magdalena Kordylasińska, Hubert Zemler) – LP/DD (2017; Editions Mego)
- Morgenröte / Aus Gold modelliert die Nacht – 7" in blau/türkis (2018; Psychofon Records)
- Max Brand Studie IV / Topia – LP/DD (2019; V I S)
- CEL (Felix Kubin & Hubert Zemler) – LP/CD/DD (2020; Bureau B)
- Wir triumphieren – Bergedorfs Kinderbandszene 1981-86, compilation (V.A.) – 2LP (2022; Minimalkombinat)
- Gegenwelt (CEL) – LP/CD/DD (2023; Bureau B)
- Der Aufstand der Chemiker, re-issue (Die Egozentrischen 2) – CD (2023; Suezan Studio)
- The Tetchy Teenage Tapes of Felix Kubin 1981–1985, re-issue – CD (2023; Suezan Studio)
- Der Tanz Aller – LP (2025; Futura Resistenza), CD (2025; Suezan Studio)

## Liste der Hörspiele
- 2000: Abenteuer Schwingung, zusammen mit She She Pop (DLR Berlin)
- 2001: Syndikat für Gegenlärm, DLR Berlin
- 2003: Nachtspeicher (mit Boris D. Hegenbart), WDR
- 2004: Molaradio (mit Vicki Bennett), herausgegeben bei FACT Collaboration Program, Liverpool (UK)
- 2004: PLOPP! 2003 – Akustische Schnittblumen, SWF
- 2004: Territerrortorium (mit Wojtek Kucharczyk), ORF/DLR Berlin
- 2004: Paralektronoia, WDR[10]
- 2006: Orpheus’ Psykotron, BR
- 2007: The Pataphysical Tape Club, Audiotoop III Festival für Live-Hörspiele
- 2008: Wiederhole 1-8, WDR
- 2010: Säugling, Duschkopf, Damenschritte, Autorenproduktion
- 2010–2012: Parasol Elektroniczny – rumours from the eastern underground, MACBA Barcelona
- 2012: Orphée Mécanique, BR, erschienen 2013 bei Intermedium/Belleville
- 2012: Mother in the Fridge, Autorenproduktion
- 2014: Frau Ausweis, Autorenproduktion
- 2017: Phantomspeisung, BR
- 2018: Die Maschine steht still, NDR
- 2020: Phantom Frequencies, Institut International de Recherche sur la Radio et la Magie
- 2022: Forum für Entladung, ORF
- 2022: The Speaking Clock, Radio Art Zone, Luxembourg
- 2023: Weltsendeschluss, DLF Kultur / ORF
- 2025: FLOW – Beyond Baroque and words, BR